# Colémanite
La colémanite ou colemanite est une espèce minérale formée de borate hydraté de calcium, de formule brute Ca2B6O11·5H2O. Elle peut former des cristaux prismatiques jusqu'à 30 cm. Toutefois les cristaux isométriques groupés en éventail dans des agrégats rayonnants peuvent générer des masses laiteuses monocristallines de l'ordre de 20 m.
Les minéralogistes anglo-saxons ou allemands la décrivent par le composé chimique basique monohydraté CaB3O4(OH)3·H2O ou mieux en indiquant les deux degrés d'oxydation du bore [CaBIIIBIV2O4(OH)3]·H2O. Jusque dans les années 1930, les roches évaporites contenant ce minéral borate étaient le principal minerai du bore et de ses composés, que ce soit pour l'obtention du métalloïde B ou de verres techniques borosilicatés, comme le Pyrex. Ces principaux gisements exploitables sont en Californie, au Kazakhstan, en Turquie, en Argentine et au Mexique. 

## Inventeur et étymologie
Décrite en 1884 par le minéralogiste américain J. T. Evans, le nom minéralogique est dédié au négociant américain William Tell Coleman (1824-1893), fondateur de l'industrie californienne du borax.

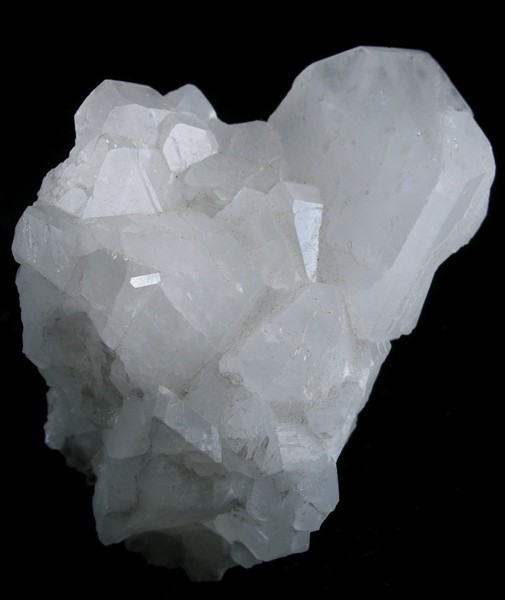
Colémanite blanche translucide du comté californien d'Inyo

## Topotype
Furnace Creek, vallée de la Mort, comté d'Inyo, Californie, États-Unis. Ce sont des échantillons cristallins blancs, prismatiques à tabulaires.

## Synonymie

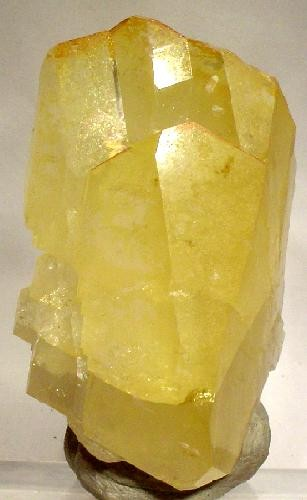
Colémanite jaune, Mine Boraxo, comté d'Inyo, Californie

- Néocolémanite (Eakle 1911) [7]

## Cristallographie
- Paramètres de la maille conventionnelle : {\displaystyle a} = 8,743 Å,{\displaystyle c} = 6,102 Å ; Z = 2 ; V = 564,27 Å3
- Densité calculée = 2,42 g cm−3

Les cristaux prismatiques, pseudo-rhomboédriques, voire isométriques sont des sortes de rhomboèdres plus ou moins acérés.

## Gîtologie
La colémanite se trouvent presque exclusivement dans des lacs boratés ou des dépôts sédimentaires de borates qui se trouvent dans le fond de grandes dépressions situées dans des lieux le plus souvent désertiques et très arides. Ces minéraux évaporites se sont formés à la suite de l'écoulement d'eaux qui ont traversé des terrains riches en sels borifères et qui se sont accumulées en petits lacs. Une fois les lacs évaporés, les sels se sont déposés au fond et ont formé des strates épaisses.

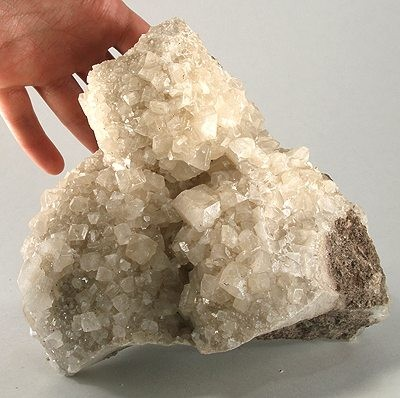
Autre échantillon de Boron, comté de Kern

### Minéraux associés
- calcite, célestine, ginorite, gowérite, gypse, howlite, kernite, lüneburgite, nobléite, pricéite, searlésite, ulexite.

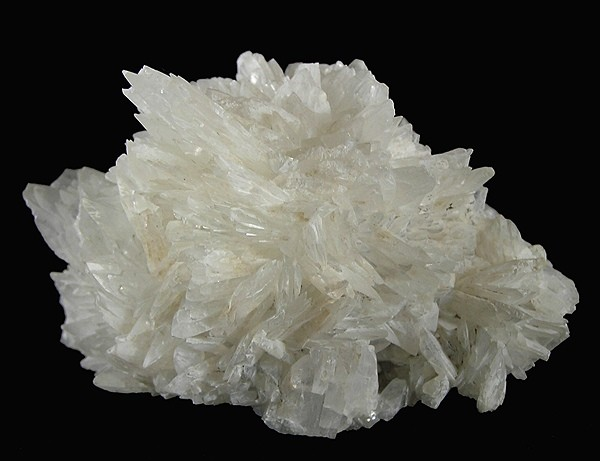
Colémanite, Boron, comté californien de Kern.

## Propriétés physiques et chimiques avec critères de déterminations
La colemanite a une faible dureté (rayée facilement avec un couteau), elle est peu dense et elle possède un clivage parfait.
La colemanite est soluble dans l'acide chlorhydrique à chaud. Il est recommandé de nettoyer les cristaux de collection à l'eau distillée.
Elle fond dans la flamme.
Portée à la flamme d'un bec Bunsen, elle crépite et colore la flamme en vert, ce qui est dû à la présence d'ions à base de bore.
Sa composition pondérale est, pour les verriers, en CaO de 27,28 %, en B203 de 50,81 %, en H20 de 20,91 %.
La dureté et la densité restent des critères pratiques pour la distinguer par rapport à l'ulexite, la pricéite, la datolite, l'inyoïte...

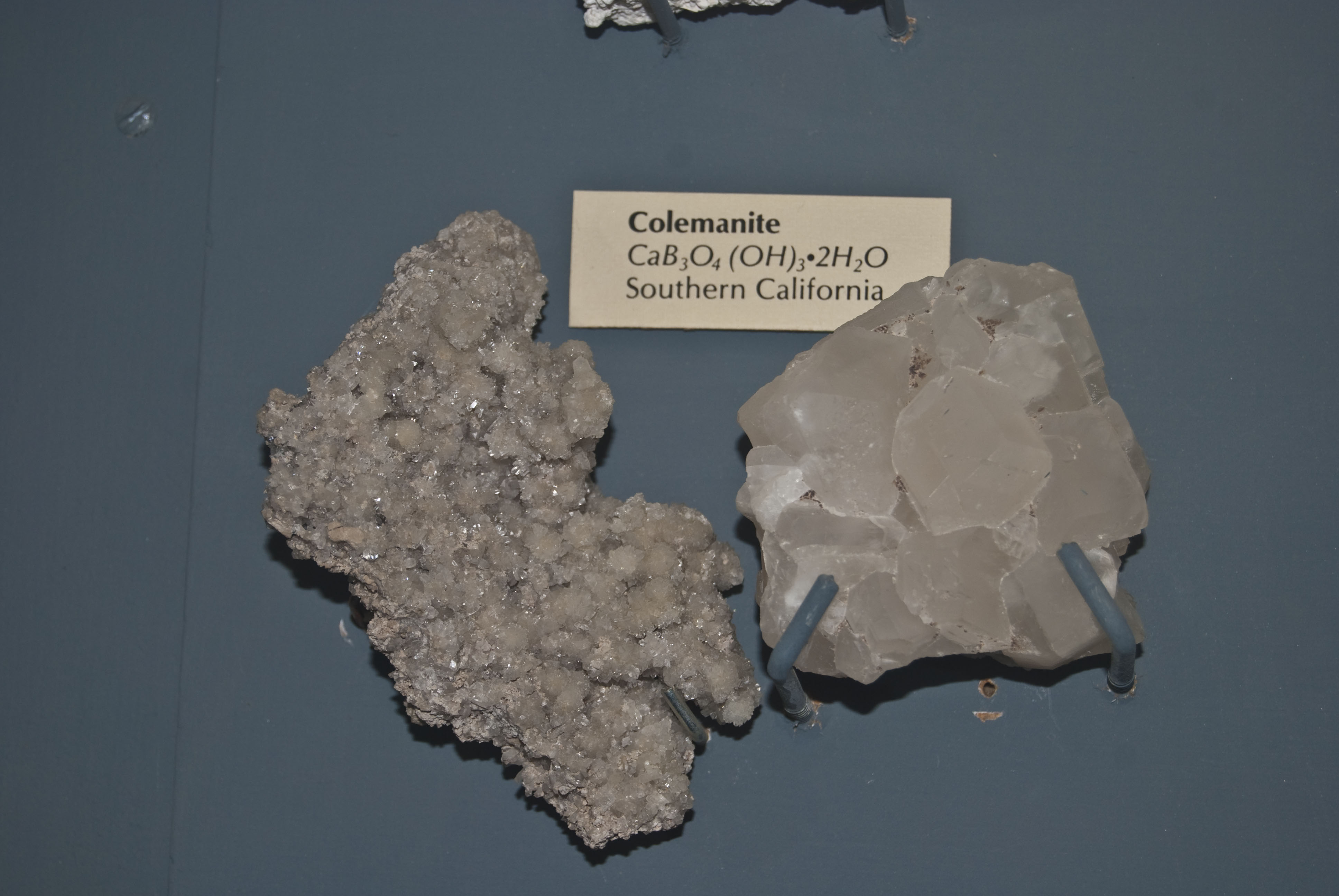
Colemanite de la collection Norman et Gertrude Pendleton (Boron)

## Gisements remarquables

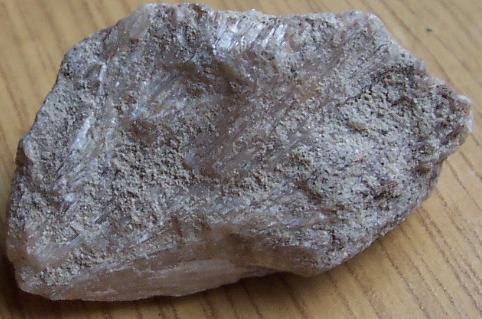
Colemanite de Turquie

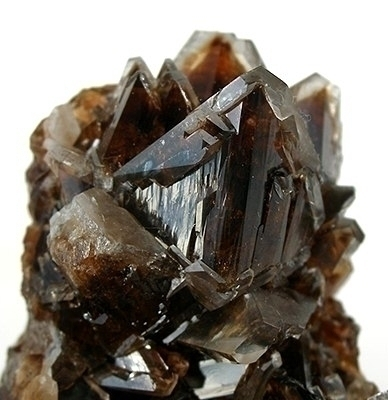
Colemanite brune, mine Keskelek, Bursa, près de la mer de Marmara, Turquie

- Argentine

Salinas Grandes, Province de Jujuy
- États-Unis

Furnace Creek, Death Valley, Comté d'Inyo, Californie
- Kazakhstan

Atyrau (Gur'yev), Province d'Atyrau 
lac Inder
- Mexique

La Salada, Mun. de Tubutama, Sonora
- Turquie

Sebepliköy (Sebepli), péninsule de Biga, Province de Balikesir, Région de Marmara
Bandisma, Eskisehir

## Utilisation
L'industrie a encore un grand recours à la colemanite, pour l'obtention du bore et de ses dérivés ou, plus prosaïquement, pour former des bétons destinés à absorber des neutrons dans les réacteurs nucléaires.
Les sels de bore sont utilisés notamment dans la fabrication de verres à usage optique et de Pyrex, dans l'élaboration de détergents et d'agents blanchissants (perborate).
Ils peuvent aussi être utilisés comme désoxydants pour faciliter la soudure des métaux et aussi dans la préparation de carburants à haute énergie destinés aux missiles, ainsi que pour fabriquer des alliages hautement résistants.